# Trinity Bridge (Crowland)

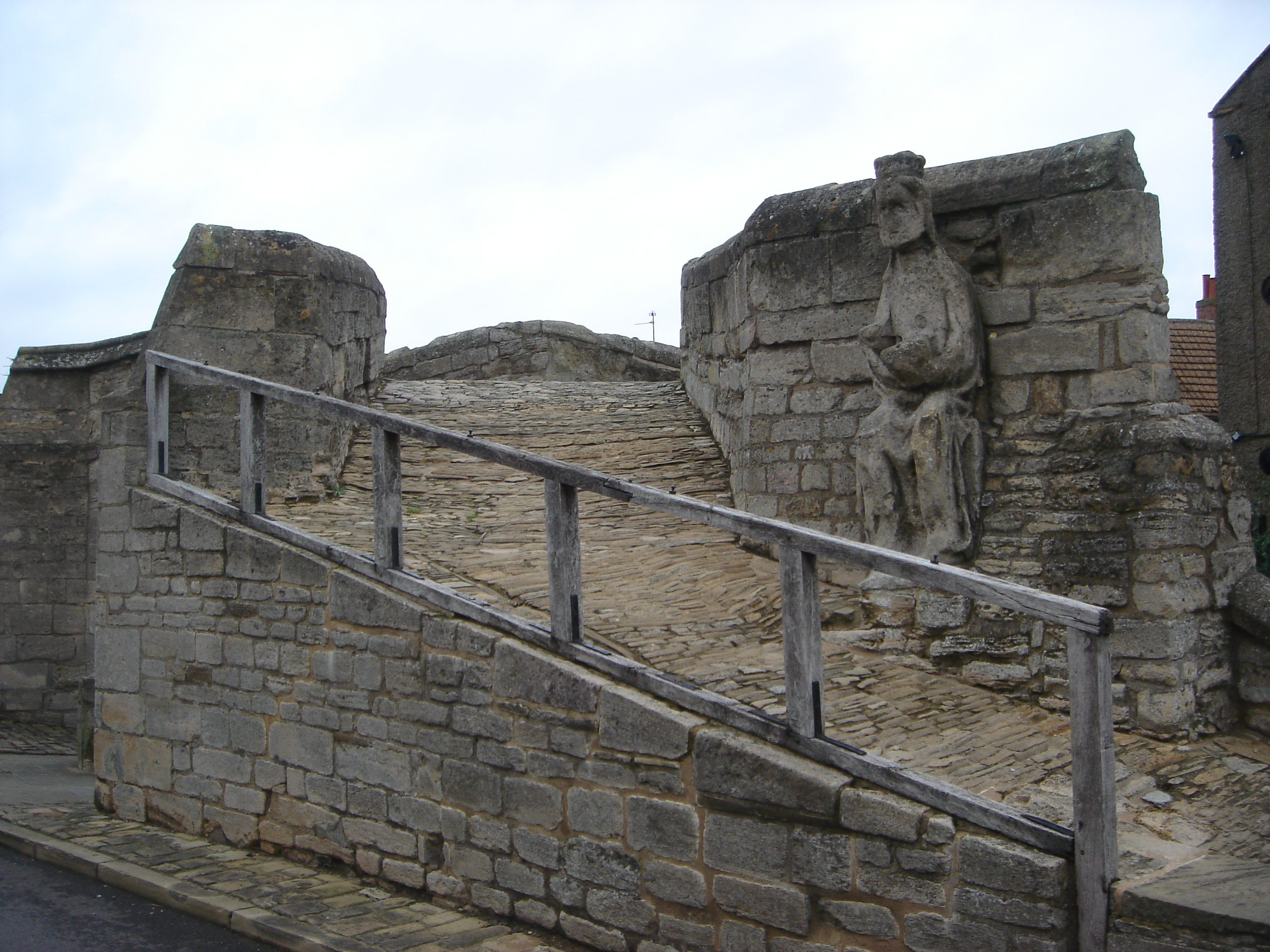
Trinity Bridge in Crowland

Trinity Bridge (Nederlands: drie-eenheidsbrug) in Crowland is een driehoekige brug met drie toegangstrappen, die centraal samenkomen. Oorspronkelijk liep de brug over de rivier de Welland, die zich op dit punt splitste. Eerste vermelding van het bestaan van een brug werd teruggevonden in een Koninklijk Besluit van Æthelbald van Mercia. In die tijd was de brug waarschijnlijk gemaakt van hout. De huidige brug stamt uit de 2e helft van de 14e eeuw.
Door de belangrijke verbindingswegen die hier liepen (zowel over water als over land) en de aanwezigheid van een abdij maakte de plaats Crowland in die tijd een belangrijk centrum, waaraan door koning Hendrik VI marktrechten werden verleend. Aan deze belangrijke rol kwam een einde door de opheffing en onderdrukking van de kloosters in de 16e eeuw en door de drainage van de landen in het gebied, waardoor de rivier de Welland omgeleid werd en toegankelijker gemaakt voor grotere schepen. Door bestrating, waaronder de zijstromen van de Welland nu dienstdoen als het riool van Crowland, kwam de brug midden in de plaats te staan zonder enige functie. De brug werd in 2002 voor het laatst gerestaureerd.
Op de brug bevindt zich een beeld, waarvan niet bekend is wie het voorstelt. Namen die hiervoor in aanmerking komen zijn:
- Æthelbald
- Oliver Cromwell (meest onwaarschijnlijk)
- Jezus (meest waarschijnlijk). Omdat het beeld lijkt op beelden, die bij het klooster van Crowland te vinden zijn, wordt aangenomen, dat dit beeld verwijderd werd bij het klooster en op de brug geplaatst.